# Васкетто, Эладио
Эладио Энрике Васкетто (исп. Eladio Enrique Vaschetto; неизвестно, Санта-Фе — неизвестно) — аргентинский футболист, нападающий.

## Карьера
Эладио Васкетто начал карьеру в клубе «Колон». В 1936 году он перешёл в «Ривер Плейт», где дебютировал 13 декабря в матче с «Индепендьенте» (2:3), где забил гол. В том сезоне клуб выиграл чемпионат страны. Годом позже «Ривер» повторил это достижение, а сам игрок забил 12 голов в 26 матчах. Он выступал за клуб ещё два сезона, проведя 71 матч и забив 27 голов. В 1942 году Эладио стал игроком «Коло-Коло». В первом сезоне он сыграл шесть матчей и забил один гол. В следующем сезоне за клуб аргентинец не выступал. В 1944 году Васкетто перешёл в мексиканский клуб «Пуэбла». 20 августа он забил первый мяч за клуб, поразив ворота «Атласа». В том же сезоне он помог команде выиграть Кубок Мексики. В сезоне 1945/1946 он выполнял функции играющего тренера.
5 октября 1947 года Васкетто стал главным тренером клуба «Порту». Он стал первым аргентинским тренером в истории команды. Проведя под руководством Эладио сезон, клуб по его итогам занял только пятое место и «вылетел» в 1/8 Кубка Португалии. Васкетто был уволен, а его место занял соотечественник Алехандро Скопелли. В июле 1951 года он во второй раз стал главным тренером «Порту». Однако в декабре аргентинец, по собственной инициативе покинул клуб. При этом, на момент ухода, «Порту» занимал первое место в чемпионате. Сам Васкетто уехал в Мексику, оставив свои личные вещи, включая одежду, в Португалии. И за ними он не вернулся. Клуб без него занял только третье место.

## Достижения
- Чемпион Аргентины: 1936, 1937
- Обладатель Кубка Мексики: 1944/1945